# Tercera División de Chile 1997
El Campeonato Oficial de Tercera División de Chile de 1997 fue la 17.º versión torneo de la categoría. Participaron 28 equipos que lucharon por obtener un cupo para la Primera B, el que al final de la temporada recaería en el campeón Universidad de Concepción, quien por primera vez en su historia obtenía el título del tercer nivel del fútbol chileno.

## Movimientos divisionales
| Pos | a Primera B de Chile 1997  |
| --- | -------------------------- |
| 1º  | Santiago Morning (Campeón) |

| Pos       | a Tercera División de Chile 1997 |
| --------- | -------------------------------- |
| 1º        | Malloco Atlético                 |
| 1º (Lig.) | Deportes Maipo                   |
| 1º (RM)   | Arsenal de Recoleta              |
| 1º (7R)   | Unión Comercial                  |

| Pos | desde Primera B de Chile 1996 |
| --- | ----------------------------- |
| 16º | Colchagua                     |

| Pos       | a Cuarta División de Chile 1997                   |
| --------- | ------------------------------------------------- |
| 5° (LDN)  | Iván Mayo (Retornó a su asociación de origen)     |
| 7° (LDCS) | Juventud Puente Alto                              |
| 3° (LDSA) | Deportes Laja (Retornó a su asociación de origen) |
| 2° (LDSB) | Deportes La Unión (Disuelto)                      |

| Pos       | a Asociación de Origen |
| --------- | ---------------------- |
| 6° (LDCS) | Municipal Talagante    |
| 1° (LDSB) | Deportes Las Ánimas    |

## Equipos participantes
| Equipo                        | Ciudad                     |
| ----------------------------- | -------------------------- |
| Arsenal de Recoleta           | Recoleta                   |
| Arturo Prat                   | Hualañé                    |
| Barnechea                     | Lo Barnechea               |
| Colchagua                     | San Fernando               |
| Curicó Unido                  | Curicó                     |
| Deportes La Ligua             | La Ligua                   |
| Deportes Los Andes            | Los Andes                  |
| Deportes Lota                 | Coronel                    |
| Deportes Maipo                | Maipo                      |
| Deportes Rengo                | Rengo                      |
| Deportes San Bernardo         | San Bernardo               |
| Deportes Talcahuano           | Talcahuano                 |
| General Velásquez             | San Vicente de Tagua Tagua |
| Iberia                        | Los Ángeles                |
| Juventud O'Higgins            | Curacaví                   |
| Luis Matte Larraín            | Puente Alto                |
| Malleco Unido                 | Angol                      |
| Malloco Atlético              | Malloco                    |
| Municipal Las Condes          | Las Condes                 |
| Quintero Unido                | Quintero                   |
| San Antonio Unido             | San Antonio                |
| San Luis                      | Quillota                   |
| Unión La Calera               | La Calera                  |
| Unión Comercial               | Hualañé                    |
| Unión Municipal de La Florida | La Florida                 |
| Universidad de Concepción     | Concepción                 |
| Universidad San Sebastián     | Concepción                 |
| Valle del Elqui               | Vicuña                     |

## Torneo de apertura

### Primera fase
Los 28 equipos se dividieron en 4 grupos: Norte, Centro, Centro-Sur y Sur, dependiendo de su ubicación geográfica fueron distribuidos en 8 para norte y centro y 6 para los últimos dos grupos debiendo jugar todos contra todos en dos ruedas. Los dos primeros de cada grupo clasificaron a una fase Play-Offs especial para el cuadrangular final.

#### Zona Norte
| Pos | Equipo             | PJ | PG | PE | PP | GF | GC | Dif | Pts |
| --- | ------------------ | -- | -- | -- | -- | -- | -- | --- | --- |
| 1   | Unión La Calera    | 14 | 10 | 2  | 2  | 34 | 13 | 21  | 32  |
| 2   | San Luis           | 14 | 9  | 4  | 1  | 28 | 12 | 16  | 31  |
| 3   | Deportes Los Andes | 14 | 8  | 2  | 4  | 31 | 16 | 15  | 26  |
| 4   | San Antonio Unido  | 14 | 6  | 4  | 4  | 36 | 26 | 10  | 22  |
| 5   | Juventud O'Higgins | 14 | 5  | 2  | 7  | 20 | 34 | -14 | 17  |
| 6   | Deportes La Ligua  | 14 | 3  | 3  | 8  | 22 | 38 | -16 | 12  |
| 7   | Valle del Elqui    | 14 | 3  | 1  | 10 | 15 | 37 | -22 | 10  |
| 8   | Quintero Unido     | 14 | 2  | 2  | 10 | 18 | 28 | -10 | 8   |

#### Zona Centro
| Pos | Equipo                        | PJ | PG | PE | PP | GF | GC | Dif | Pts |
| --- | ----------------------------- | -- | -- | -- | -- | -- | -- | --- | --- |
| 1   | Barnechea                     | 14 | 11 | 2  | 1  | 43 | 9  | 34  | 35  |
| 2   | Municipal Las Condes          | 14 | 11 | 1  | 2  | 45 | 17 | 28  | 34  |
| 3   | Deportes Maipo                | 14 | 7  | 4  | 3  | 24 | 14 | 10  | 25  |
| 4   | Deportes San Bernardo         | 14 | 5  | 4  | 5  | 20 | 26 | -6  | 19  |
| 5   | Unión Municipal de La Florida | 14 | 4  | 2  | 8  | 16 | 26 | .10 | 14  |
| 6   | Malloco Atlético              | 14 | 2  | 4  | 8  | 19 | 24 | -5  | 10  |
| 7   | Luis Matte Larraín            | 14 | 2  | 4  | 8  | 14 | 32 | -18 | 10  |
| 8   | Arsenal de Recoleta           | 14 | 2  | 3  | 9  | 12 | 45 | -33 | 9   |

#### Zona Centro-Sur
| Pos | Equipo                     | PJ | PG | PE | PP | GF | GC | Dif | Pts |
| --- | -------------------------- | -- | -- | -- | -- | -- | -- | --- | --- |
| 1   | Colchagua                  | 10 | 8  | 2  | 0  | 31 | 8  | 23  | 26  |
| 2   | General Velásquez          | 10 | 7  | 2  | 1  | 22 | 6  | 16  | 23  |
| 3   | Arturo Prat de Hualañe     | 10 | 4  | 3  | 3  | 17 | 12 | 5   | 15  |
| 4   | Curicó Unido               | 10 | 2  | 3  | 5  | 28 | 22 | -4  | 9   |
| 5   | Deportes Rengo             | 10 | 1  | 2  | 7  | 11 | 27 | -16 | 5   |
| 6   | Unión Comercial de Hualañe | 10 | 1  | 2  | 7  | 10 | 34 | -24 | 5   |

#### Zona Sur
| Pos | Equipo                    | PJ | PG | PE | PP | GF | GC | Dif | Pts |
| --- | ------------------------- | -- | -- | -- | -- | -- | -- | --- | --- |
| 1   | Universidad de Concepción | 10 | 6  | 2  | 2  | 21 | 11 | 10  | 20  |
| 2   | Iberia                    | 10 | 6  | 1  | 3  | 12 | 9  | 3   | 19  |
| 3   | Deportes Talcahuano       | 10 | 5  | 3  | 2  | 18 | 12 | 6   | 18  |
| 4   | Deportes Lota             | 10 | 4  | 5  | 1  | 13 | 8  | 5   | 17  |
| 5   | Unión San Sebastián       | 10 | 1  | 4  | 8  | 10 | 21 | -11 | 4   |
| 6   | Malleco Unido             | 10 | 0  | 1  | 6  | 7  | 20 | -13 | 4   |

|  | Clasifica a los Play-Off |

### Semifinales

#### Partidos
| 20 de julio de 1997 | Unión La Calera | 2:0 | Barnechea |  |  |

| 27 de julio de 1997 | Barnechea | 2:3 | Unión La Calera |  |  |

| 20 de julio de 1997 | Universidad de Concepción | 1:0 | Colchagua |  |  |

| 27 de julio de 1997 | Colchagua | 1:0 | Universidad de Concepción |  |  |

- Nota: Unión La Calera y Universidad de Concepción clasifican a la Liguilla Final.

## Torneo de clausura

### Primera fase
Los 28 equipos se dividieron en 4 grupos: Norte, Centro, Centro-Sur y Sur, dependiendo de su ubicación geográfica fueron distribuidos en 8 para norte y centro y 6 para los últimos dos grupos debiendo jugar todos contra todos en dos ruedas. Clasifican los dos primeros de cada grupo para disputar la segunda fase.

#### Zona Norte
| Pos | Equipo             | PJ | PG | PE | PP | GF | GC | Dif | Pts |
| --- | ------------------ | -- | -- | -- | -- | -- | -- | --- | --- |
| 1   | Deportes Los Andes | 14 | 10 | 1  | 3  | 33 | 9  | +24 | 31  |
| 2   | San Antonio Unido  | 14 | 7  | 1  | 6  | 33 | 12 | +21 | 22  |
| 3   | San Luis           | 14 | 6  | 1  | 7  | 18 | 12 | +6  | 19  |
| 4   | Unión La Calera    | 14 | 5  | 2  | 7  | 25 | 9  | +16 | 17  |
| 5   | Valle del Elqui    | 14 | 2  | 3  | 9  | 19 | 27 | -8  | 9   |
| 7   | Deportes La Ligua  | 14 | 2  | 1  | 11 | 13 | 27 | -14 | 7   |
| 6   | Quintero Unido     | 14 | 1  | 1  | 12 | 8  | 19 | -11 | 4   |
| 8   | Juventud O'Higgins | 14 | 0  | 0  | 14 | 5  | 39 | -34 | 0   |

#### Zona Centro
| Pos | Equipo                        | PJ | PG | PE | PP | GF | GC | Dif | Pts |
| --- | ----------------------------- | -- | -- | -- | -- | -- | -- | --- | --- |
| 1   | Deportes Maipo                | 14 | 7  | 0  | 7  | 21 | 11 | +10 | 21  |
| 2   | Municipal Las Condes          | 14 | 5  | 3  | 9  | 22 | 8  | +14 | 18  |
| 3   | Barnechea                     | 14 | 5  | 2  | 7  | 25 | 9  | +16 | 17  |
| 4   | Deportes San Bernardo         | 14 | 4  | 3  | 7  | 22 | 16 | +6  | 15  |
| 5   | Luis Matte Larraín            | 14 | 2  | 3  | 9  | 8  | 19 | -11 | 9   |
| 6   | Malloco Atlético              | 14 | 2  | 0  | 12 | 11 | 22 | -11 | 6   |
| 7   | Unión Municipal de La Florida | 14 | 1  | 2  | 11 | 9  | 17 | -8  | 5   |
| 8   | Arsenal de Recoleta           | 14 | 1  | 1  | 12 | 12 | 28 | -16 | 4   |

#### Zona Centro-Sur
| Pos | Equipo                     | PJ | PG | PE | PP | GF | GC | Dif | Pts |
| --- | -------------------------- | -- | -- | -- | -- | -- | -- | --- | --- |
| 1   | Colchagua                  | 10 | 5  | 2  | 3  | 21 | 4  | +17 | 17  |
| 2   | General Velásquez          | 10 | 3  | 4  | 3  | 13 | 4  | +9  | 16  |
| 3   | Arturo Prat de Hualañe     | 10 | 2  | 3  | 5  | 11 | 18 | -7  | 9   |
| 4   | Curicó Unido               | 10 | 2  | 2  | 6  | 7  | 13 | -6  | 8   |
| 5   | Unión Comercial de Hualañe | 10 | 1  | 3  | 6  | 8  | 9  | -1  | 6   |
| 6   | Deportes Rengo             | 10 | 1  | 2  | 7  | 7  | 19 | -12 | 5   |

#### Zona Sur
| Pos | Equipo                    | PJ | PG | PE | PP | GF | GC | Dif | Pts |
| --- | ------------------------- | -- | -- | -- | -- | -- | -- | --- | --- |
| 1   | Universidad de Concepción | 10 | 4  | 5  | 1  | 14 | 11 | +3  | 17  |
| 2   | Deportes Talcahuano       | 10 | 4  | 2  | 4  | 19 | 14 | +5  | 14  |
| 3   | Iberia                    | 10 | 3  | 5  | 2  | 15 | 15 | 0   | 14  |
| 4   | Universidad San Sebastián | 10 | 3  | 5  | 2  | 12 | 14 | -2  | 14  |
| 5   | Deportes Lota             | 10 | 3  | 4  | 2  | 13 | 12 | +1  | 13  |
| 6   | Malleco Unido             | 10 | 1  | 1  | 8  | 15 | 22 | -7  | 4   |

|  | Clasifica a Segunda fase. |

|  | Desciende a Cuarta División |
|  | Descenso suspendido         |

### Segunda fase
Los 8 equipos clasificados, se dividieron en 2 grupos para determinar los 2 equipos que jugaron el cuadrangular final.

#### Grupo Zona Norte
| Pos | Equipo               | PJ | PG | PE | PP | GF | GC | Dif | Pts |
| --- | -------------------- | -- | -- | -- | -- | -- | -- | --- | --- |
| 1   | Barnechea            | 6  | 2  | 2  | 0  | 5  | 1  | +4  | 8   |
| 2   | Deportes Los Andes   | 6  | 2  | 2  | 0  | 5  | 4  | +1  | 8   |
| 3   | Municipal Las Condes | 6  | 1  | 2  | 1  | 3  | 6  | -3  | 5   |
| 4   | San Antonio Unido    | 6  | 0  | 0  | 6  | 2  | 4  | -2  | 0   |

#### Grupo Zona Sur
| Pos | Equipo                    | PJ | PG | PE | PP | GF | GC | Dif | Pts |
| --- | ------------------------- | -- | -- | -- | -- | -- | -- | --- | --- |
| 1   | Colchagua                 | 6  |    |    |    |    |    |     | 8   |
| 2   | Iberia                    | 6  |    |    |    |    |    |     | 8   |
| 3   | Universidad San Sebastián | 6  |    |    |    |    |    |     | 8   |
| 4   | General Velásquez         | 6  |    |    |    |    |    |     | 8   |

|  | Clasifica al Cuadrangular final |

## Liguilla de ascenso
Los cuatro clasificados se enfrentaron todos contra todos, en dos ruedas. El ganador del torneo se consagra campeón de la categoría y obtiene el ascenso a Primera B.
| Pos | Equipo                    | PJ | PG | PE | PP | GF | GC | Dif | Pts |
| --- | ------------------------- | -- | -- | -- | -- | -- | -- | --- | --- |
| 1   | Universidad de Concepción | 6  | 3  | 3  | 0  | 7  | 4  | +3  | 12  |
| 2   | Barnechea                 | 6  | 2  | 2  | 2  | 9  | 10 | -1  | 8   |
| 3   | Unión La Calera           | 6  | 2  | 1  | 3  | 11 | 11 | 0   | 7   |
| 4   | Colchagua                 | 6  | 1  | 2  | 3  | 8  | 10 | -2  | 5   |

|  | Campeón. Asciende a Primera B |

## Campeón
| Campeón Univ.de Concepción |
| Asciende a Primera B       |

## Goleadores
| Jugador          | Jugador         | Goles | Equipo               |
| ---------------- | --------------- | ----- | -------------------- |
| Bandera de Chile | Cristián Torres | 34    | San Antonio Unido    |
| Bandera de Chile | Aaron Silva     | 32    | Deportes Los Andes   |
| Bandera de Chile | Rodrigo Ríos    | 26    | Municipal Las Condes |
| Bandera de Chile | Paulo Ramírez   | 26    | Municipal Las Condes |
| Bandera de Chile | Andrés Vásquez  | 22    | Quintero Unido       |
| Bandera de Chile | Yerko Gálvez    | 21    | Unión La Calera      |